# Dievs, svētī Latviju!
Dievs, svētī Latviju! (phát âm tiếng Latvia: [diɛu̯s svɛːtiː ˈlatviju]]; "Chúa phù hộ Latvia!") là quốc ca của Latvia. Lời và nhạc được sáng tác bởi Kārlis Baumanis (Baumaņu Kārlis, 1835–1905) vào năm 1873.
Đồng 2 euro của Latvia có dòng chữ DIEVS SVĒTĪ LATVIJU xung quanh rìa.

## Lời
| Tiếng Latvia | Chuyển tự IPA | Dịch sang tiếng Việt |
| Dievs, svētī Latviju! Mūs' dārgo tēviju Svētī jel Latviju Ak, svētī jel to! Kur latvju meitas zied Kur latvju dēli dzied Laid mums tur laimē diet Mūs' Latvijā! | [djɛu̯s \| svɛːtiː latviju ‖] [muːs daːrgʷɔ tɛːviju] [svɛːtiː jɛl latviju] [ak \| svɛːtiː jɛl tʷɔ ‖] [kur latvʲu mɛjtas zjɛd] [kur latvʲu dæ̂li d͡zjɛd] [lajd mums tur lajmɛː djɛt] [muːs latviaː ‖] | Chúa phù hộ Latvia! Tổ quốc mến yêu của chúng ta, Hãy phù hộ Latvia, Hãy phù hộ nơi đây, một lần nữa! Nơi những người con gái Latvia sinh ra, Nơi những người con trai Latvia ca hát, Hãy nhảy múa cho hạnh phúc nơi đây, Latvia của chúng ta! (lặp lại) |

## Hình ảnh

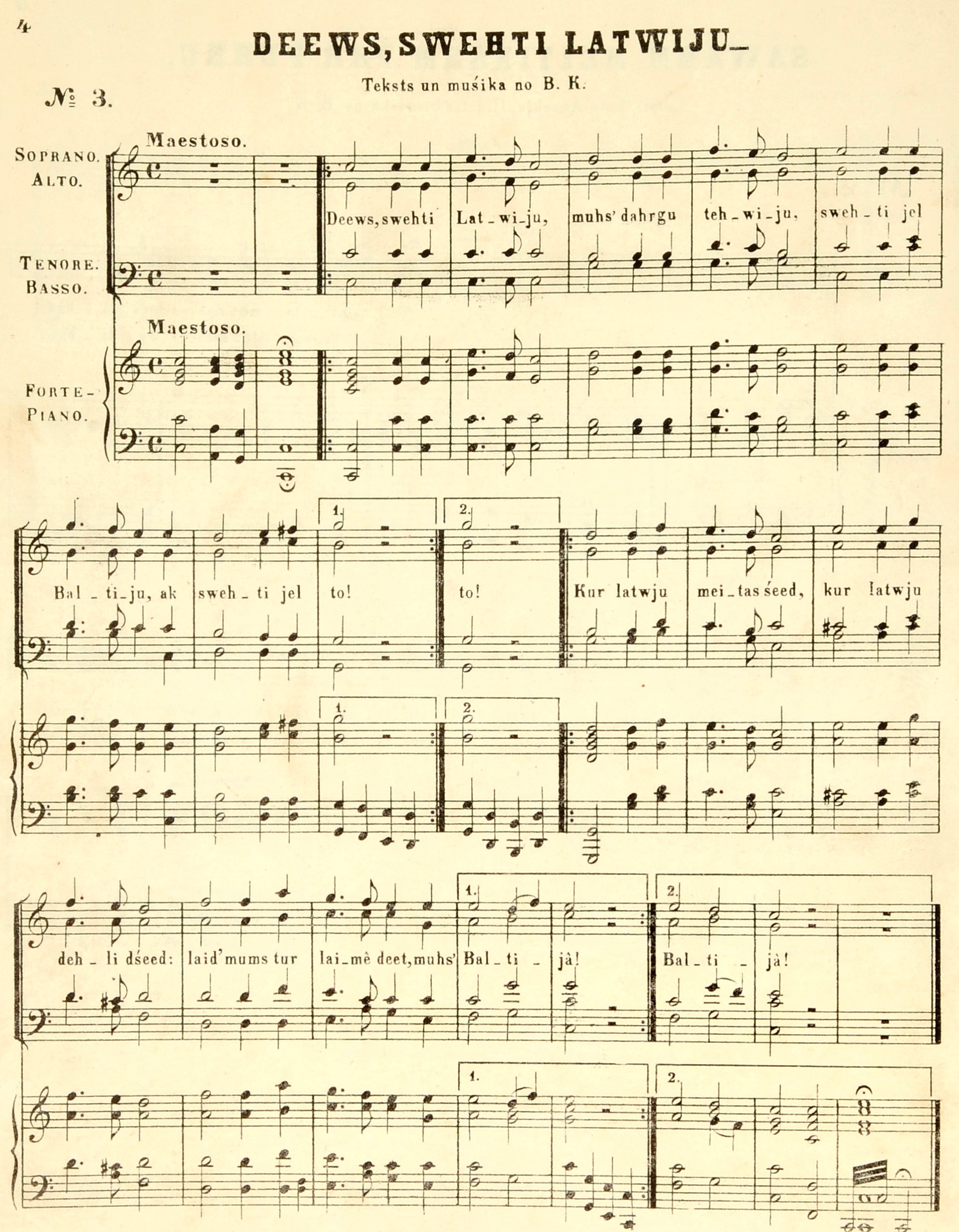
Tờ giấy nhạc của bài hát năm 1874
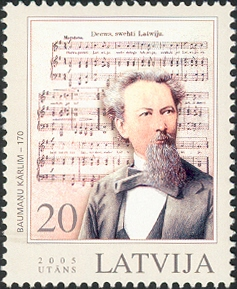
Tem của Latvia in hình Kārlis Baumanis và phần nhạc bài hát
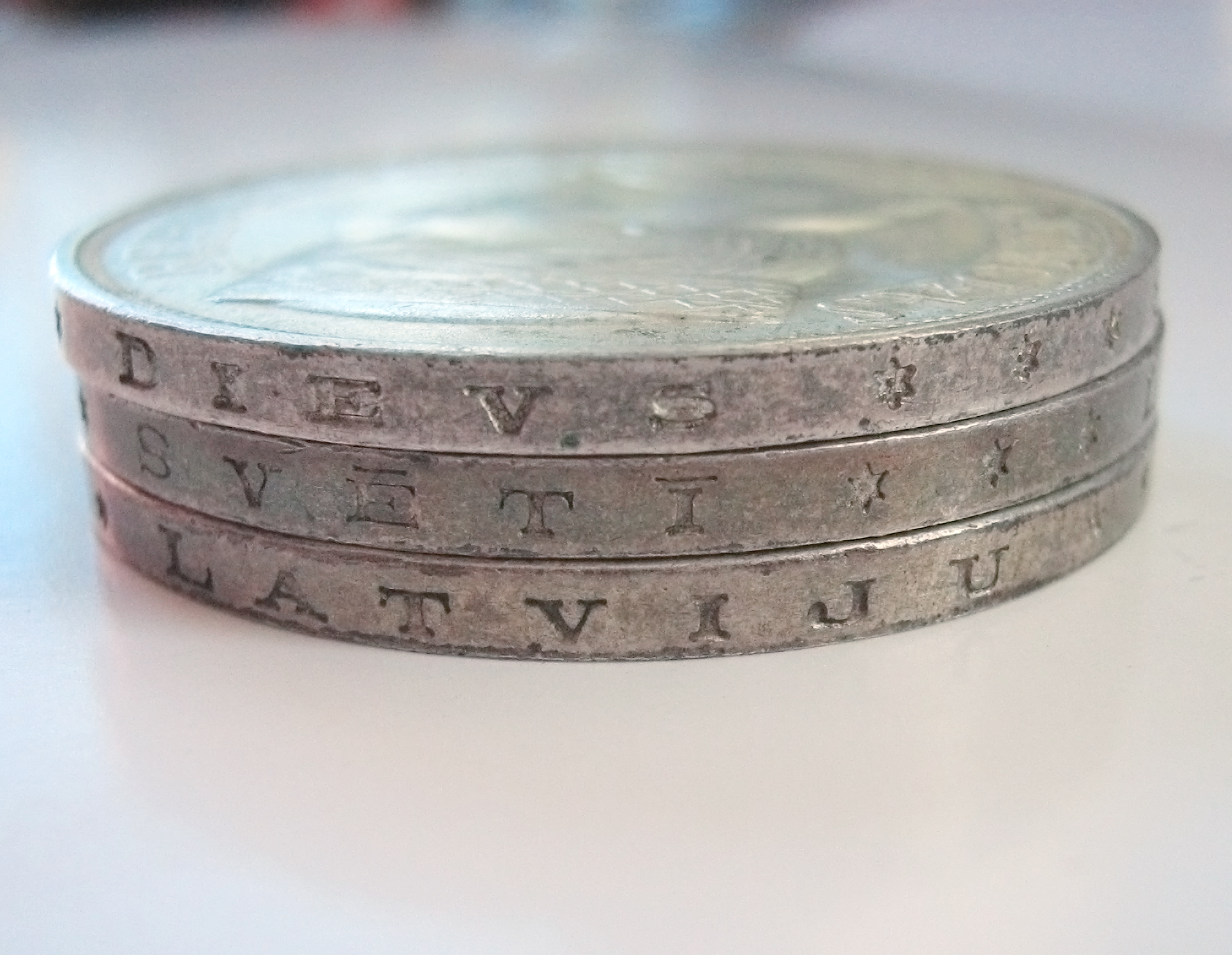
Đồng xu euro in chữ DIEVS SVĒTĪ LATVIJU